# David Marsh
David Broadhead Robertson "Dave" Marsh (28 de dezembro de 1894 — 1960) foi um ciclista britânico que defendeu as cores do Reino Unido em duas edições dos Jogos Olímpicos, em 1920 em Antuérpia e em 1924, em Paris.